# Донцов, Евгений Никитович
Евге́ний Ники́тович Донцов (1910 — неизвестно) — советский футболист, вратарь.
Выступал в 1936—1937 годах в чемпионате СССР за «Красную зарю» Ленинград. В осеннем чемпионате 1936 года сыграл один матч — в гостях против московского «Локомотива» (3:5) при счёте 3:0 пропустил во втором тайме пять голов В 1937 году в начале чемпионата провёл три игры — в гостях против «Динамо» Москва (1:1), против «Динамо» Ленинград (2:2, вышел на замену, голов не пропускал), дома против ЦДКА (1:5). В гостевом матче последнего тура против «Динамо» Тбилиси (0:3) вышел на замену.